# Carles Jordà i Fages
Carles Jordà i Fages (Figueres, 1883 - Pont de Molins, 1935) fou un enginyer industrial, polític, i promotor de sindicats i cooperatives d'oli i vi.
Començà el seu activisme polític a la universitat. Simpatitzant de Solidaritat Catalana i membre de la Joventut Regionalista de la Lliga, va fundar i va ser redactor de la revista Cataluña, publicada en castellà per difondre la ideologia catalanista. Com a membre de la Lliga Regionalista fou diputat provincial per Figueres el 1914. Fou regidor de l'Ajuntament de Barcelona el 1917, ocupà el càrrec de president de la comissió d'hisenda i el 1919 l'alcaldia, per dimissió de l'alcalde.
Disconforme amb l'actuació la Lliga, qualificada de poc nacionalista pel nou partit, fundà Acció Catalana juntament amb el seu amic Josep Carner, i Jaume Bofill i Mates, Lluís Nicolau d'Olwer, Antoni Rovira i Virgili, Ramon d'Abadal i de Vinyals i Leandre Cervera i Astor. Es va constituir l'any 1922 a partir d'una escissió de la Lliga.
L'any 1924 es va exiliar a Casp per oposició a la dictadura del general Primo de Rivera
Com a cooperativista va impulsar i fundar la Unió de vinyaters de Catalunya (1913), el Sindicat agrícola d'Espolla, el Sindicat comarcal de Vilajuïga (1921), el Sindicat oleícola Garrotxa-Empordà (1929) i el Sindicat agrícola del Ricardell. va ser fundador i president (1933 - 1935) de la Unió de sindicats agrícoles de Catalunya (USAC)
Membre de la Cambra agrícola de l'Empordà, on ocupà el càrrec de tresorer del 1926 al 1933, any en què en fou president, també fou el primer president de la Cambra agrícola de Barcelona.